# Выборгско-Нейшлотский лен
Вы́боргско-Нейшлотский лен (швед. Viborgs och Nyslotts län, фин. Viipurin ja Savonlinnan lääni) — административно-территориальная единица Швеции с 1634 по 1721 год, когда юго-восточная часть лена была уступлена России согласно Ништадтскому миру. Центром лена был город Выборг с резиденцией наместника в Выборгском замке.
Вначале созданная из части территории бывшего Выборгского лена территориальная единица называлась Карельским леном. В 1641—1650 годах она была разделена на Выборгский лен и Нейшлотский лен (с центром в замке Олафсборг), но с 1650 года оба лена были снова объединены. По окончании Северной войны отошедшая к России часть лена вошла в состав Выборгской провинции, а оставшаяся у Швеции - в состав Кюмменегорд-Нейшлотского лена. Последним шведским наместником лена был Георг Либекер.
|  |  |